# Rugby-League-Weltmeisterschaft 1972
Die sechste Rugby-League-Weltmeisterschaft fand 1972 in Frankreich statt. Das Finale zwischen Australien und Großbritannien ging 10:10 aus, da Großbritannien in der Gruppenphase höher platziert war, gewann es die WM zum dritten Mal.

## Schiedsrichter
- Georges Jameau
- Claude Teissiere
- Mick Naughton
- F. Gril

## Ergebnisse

### Erste Runde
| 28. Oktober | Frankreich | 20 : 9 | Neuseeland | Stade Vélodrome, Marseille Zuschauer: 20.748 Schiedsrichter: Georges Jameau |
| 28. Oktober | Bericht    |        |            | Stade Vélodrome, Marseille Zuschauer: 20.748 Schiedsrichter: Georges Jameau |

| 29. Oktober | Vereinigtes Königreich | 27 : 21 | Australien | Stade Gilbert Brutus, Perpignan Zuschauer: 6.324 Schiedsrichter: Claude Teissiere |
| 29. Oktober | (17:12) Bericht        |         |            | Stade Gilbert Brutus, Perpignan Zuschauer: 6.324 Schiedsrichter: Claude Teissiere |

### Zweite Runde
| 1. November | Australien | 9 : 5 | Neuseeland | Parc des Princes, Paris Zuschauer: 8.000 Schiedsrichter: Mick Naughton |
| 1. November | Bericht    |       |            | Parc des Princes, Paris Zuschauer: 8.000 Schiedsrichter: Mick Naughton |

| 1. November | Frankreich    | 4 : 13 | Vereinigtes Königreich | Stade Lesdiguières, Grenoble Zuschauer: 5.321 Schiedsrichter: F. Gril |
| 1. November | (2:5) Bericht |        |                        | Stade Lesdiguières, Grenoble Zuschauer: 5.321 Schiedsrichter: F. Gril |

### Dritte Runde
| 4. November | Vereinigtes Königreich | 53 : 19 | Neuseeland | Stade du Hameau, Pau Zuschauer: 7.500 Schiedsrichter: Georges Jameau |
| 4. November | (33:8) Bericht         |         |            | Stade du Hameau, Pau Zuschauer: 7.500 Schiedsrichter: Georges Jameau |

| 5. November | Frankreich    | 9 : 31 | Australien | Stadium Municipal, Toulouse Zuschauer: 10.332 Schiedsrichter: Mick Naughton |
| 5. November | (5:4) Bericht |        |            | Stadium Municipal, Toulouse Zuschauer: 10.332 Schiedsrichter: Mick Naughton |

### Abschlusstabelle
| Platz | Mannschaft             | Spiele | G' | U | V | P+ | P- | Diff. | Punkte |
| ----- | ---------------------- | ------ | -- | - | - | -- | -- | ----- | ------ |
| 1     | Vereinigtes Königreich | 3      | 3  | 0 | 0 | 93 | 44 | +49   | 6      |
| 2     | Australien             | 3      | 2  | 0 | 1 | 61 | 41 | +20   | 4      |
| 3     | Frankreich             | 3      | 1  | 0 | 2 | 33 | 53 | −20   | 2      |
| 4     | Neuseeland             | 3      | 0  | 0 | 3 | 33 | 82 | −49   | 0      |

### Finale
| 11. November | Australien    | 10 : 10 | Vereinigtes Königreich | Stade de Gerland, Lyon Zuschauer: 4.231 Schiedsrichter: Georges Jameau |
| 11. November | (5:5) Bericht |         |                        | Stade de Gerland, Lyon Zuschauer: 4.231 Schiedsrichter: Georges Jameau |